# Pedro Costa (regista)
Pedro Costa (Lisbona, 3 marzo 1959) è un regista e sceneggiatore portoghese.

## Biografia
Il suo film Cavallo Denaro ha vinto il Pardo d'argento per la miglior regia al Festival di Locarno nel 2014, mentre Vitalina Varela ha vinto il Pardo d'oro al Locarno Festival 2019.

## Filmografia

### Lungometraggi
- O sangue (1989)
- Casa de lava (1995)
- Ossos (1997)
- No quarto da Vanda (2000)
- Juventude em marcha (2006)
- Cavallo Denaro (Cavalo dinheiro) (2014)
- Vitalina Varela (2019)

### Cortometraggi
- The End of a Love Affair (2003)
- Ne change rien (2005)
- Minino macho, minino fêmea (2006)
- The Rabbit Hunters, episodio di Jeonju Digital Project 2007: Memories (2007)
- Tarrafal, episodio di O estado do mundo (2007)
- O nosso homem (2010)
- Lamento de vida jovem, episodio di Centro Histórico (2012)
- As filhas do fogo (2023)

### Documentari
- ¡Qué vienen los Beatles! (1995)
- Danièle Huillet, Jean-Marie Straub, cinèastes / Où gît votre sourire enfoui? (2001)
- Ne change rien (2009)